# 画面保護シート
画面保護シート（がめんほごシート）とは、主に携帯機器に搭載された液晶ディスプレイなどの画面の表面を汚れや損傷から保護、視認性を維持するための透明なシートである。「液晶保護シート」「―保護フィルム」「―保護フィルター」などの呼び方もある。
通常は機器とは別売であり、多くの場合はユーザー任意で購入、貼り付けて使用する。製造・販売元も機器のメーカーとは異なるサードパーティーであることが多い。あくまで表面を小傷から保護するためものであり、落下などの機器自体が破壊されるような状況においてはこの限りではない。
携帯電話・携帯ゲーム機・ポータブルオーディオプレーヤーなどの小型デバイスに用いられるシール状の貼り付ける製品は、シリコン樹脂・PET樹脂など、透明度と柔軟性・密着性があり何度も貼り直しができる製品が一般的である。ユーザー自身で貼る際に入りやすい気泡やホコリに配慮した製品も見られる。
また、のぞき見等を防止するフィルター効果や、表示画面にデザイン・色を付け加えるなどの副次的な効果を有する製品も存在する。
入力機器としてスタイラスによる画面への接触（特に圧力）を使用するPDA等では、通常の使用法で画面を傷つける可能性があるため、需要が大きなものとなっている。また指で操作することが多いタッチパネル搭載機器向けに指紋などの汚れが付着するのを防ぐ効果を施した商品もある。
薄型テレビ・PC用ディスプレイなど据え置き機器の大型画面を保護すべく取り付けられる板状の製品も存在している。画面に直接貼るタイプ、画面の枠（ベゼル）に固定するタイプなどがある。